# Hermann Finckh

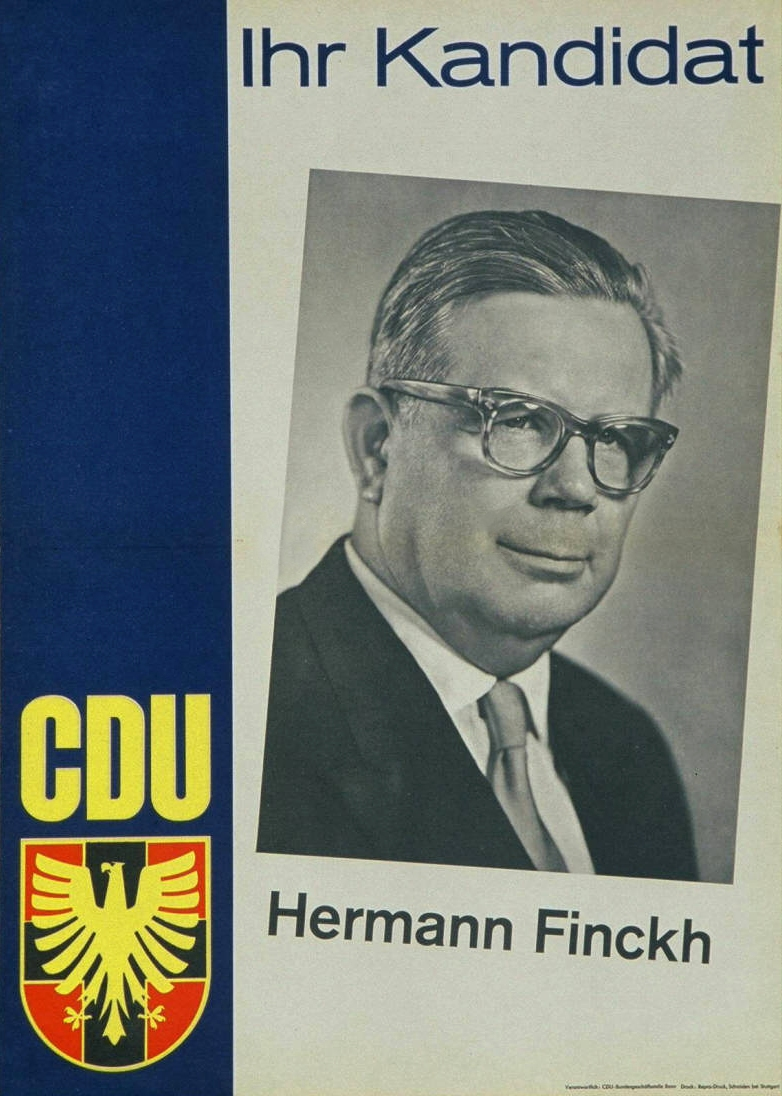
Kandidatenplakat Hermann Finckhs zur Bundestagswahl 1961

Hermann Finckh (* 31. Mai 1910 in Salach; † 28. April 1962 in Lomé, Togo) war ein deutscher Politiker der CDU.

## Leben
Finckh, der evangelischen Glaubens war, besuchte zunächst die Volksschule in Salach, anschließend Realschulen in Göppingen und Korntal. Der Mittleren Reife schloss sich ab 1927 ein Besuch der höheren Handelsschule in Stuttgart an. Von 1929 bis 1931 absolvierte er eine kaufmännische Lehre in der Textilbranche in London und Paris. Es folgte eine kurze Tätigkeit als Vertreter einer französischen Firma in Württemberg. Von 1934 bis 1941 und ab 1945 war er bei einer Wollgarnfabrik in Süßen beschäftigt, für die er auch im Ausland tätig war. Zwischenzeitlich war er von 1941 bis 1945 Soldat im Zweiten Weltkrieg.
Am 22. November 1937 beantragte er als Prokurist die Aufnahme in die NSDAP und wurde rückwirkend zum 1. Mai desselben Jahres aufgenommen (Mitgliedsnummer 5.895.922). Nach dem Zweiten Weltkrieg trat er der CDU bei.
Finckh war Gemeinderatsmitglied in Süßen. Ab 1952 gehörte er der Verfassunggebenden Landesversammlung bzw. dem ersten Landtag von Baden-Württemberg bis 1956 als Landtagsabgeordneter an. Ferner gehörte er auch dem Deutschen Bundestag von 1953 bis zu seinem Tode an. Er vertrat den Wahlkreis Göppingen im Parlament.